# Chilostoma serbica
Chilostoma serbica is een slakkensoort uit de familie van de Helicidae. De wetenschappelijke naam van de soort is voor het eerst geldig gepubliceerd in 1872 door Kobelt.